# Microtropesa nigricornis
Microtropesa nigricornis är en tvåvingeart som beskrevs av Macquart 1851. Microtropesa nigricornis ingår i släktet Microtropesa och familjen parasitflugor. Inga underarter finns listade i Catalogue of Life.